# Vojany
Vojany é um município da Eslováquia, situado no distrito de Michalovce, na região de Košice. Tem 10,94 km² de área e sua população em 2018 foi estimada em 897 habitantes.

## Demografia
| Ano:        | 1994 | 2004    | 2014   | 2024   |
| ----------- | ---- | ------- | ------ | ------ |
| Broj ljudi: | 714  | 825     | 881    | 950    |
| Razlika:    |      | +15,54% | +6,78% | +7,83% |

| Ano:               | 2023 | 2024   |
| ------------------ | ---- | ------ |
| Número de pessoas: | 947  | 950    |
| Diferença:         |      | +0,31% |